# Muhammad Youssef Al-Najjar
Muhammad Youssef Al-Najjar (en árabe: حمد يوسف النجار; translit:  Hamd Yusif Alnajar; 11 de junio de 1930 - 10 de abril de 1973)  , más conocido como Abu Youssef, fue un militante palestino asesinado en 1973 por el gobierno israelí tras sospechas que lo señalaban como uno de los responsables de la Masacre de Múnich de 1972.

## Biografía
Nacido en Yibna, estudió en la escuela Al-Ibrahimiyyeh en Jerusalén. Se vio obligado a abandonar su pueblo en plena guerra en 1948 cuando se instaló con su familia en el Campamento de Rafah, Franja de Gaza. Trabajó como profesor hasta 1954 cuando viajó a Egipto para estudiar leyes en la Universidad de El Cairo. Finalmente se graduó en El Cairo como abogado. Cuando la organización Fatah fue creada en 1950 aproximadamente, Youssef fue uno de los primeros activistas y viajó a Catar para la formación de grupos similares, y tomó el mando del ala militar de Fatah.
En 1968, Youssef fue nombrado para el Comité Ejecutivo de la Organización de Liberación de Palestina (OLP). También fue miembro del Congreso Nacional Palestino, el parlamento palestino en el exilio. Antes de su muerte, Youssef fue entrevistado por el periódico "L'Orient-Le Jour" de Beirut. En la entrevista, explicó su convicción a la causa palestina: "Plantamos las semillas, y las otras cosecharán la cosecha ... Lo más probable es que todos muramos, muertos porque nos enfrentamos a un enemigo feroz. Pero los jóvenes lo harán". Ellos nos reemplazaran ".
Youssef pudo haber estado involucrado en la planificación de la masacre de Múnich en 1972, en la que 11 atletas y entrenadores israelíes murieron en el fuego cruzado entre la policía alemana y el grupo Septiembre Negro. Esto llevó al gobierno de Israel a lanzar una campaña de venganza llamada Operación Cólera de Dios, con Youssef como objetivo principal. En 1973, Israel envió a soldados de las fuerzas especiales a Beirut, Líbano, para asesinar a varios oficiales de alto nivel de la OLP en el ataque israelí de 1973 contra el Líbano. Youssef y su esposa fueron asesinados por disparos en su dormitorio cuando los comandos israelíes irrumpieron en su departamento de Beirut.

## Legado
El hospital Abu Yousef Al Najjar en la ciudad palestina de Rafah recibió su nombre. Su nieto Ammar Campa-Najjar, se presentó representado al Partido Demócrata de Estados Unidos para representar al distrito 50 del Congreso de California en la Cámara de Representantes de los Estados Unidos, aunque finalmente perdió ante el actual republicano Duncan Hunter.